# Алмазівці
«Алмазівці»  (Запорізький кінно-гірський гарматний дивізіон, Кінно-гірський дивізіон) — військове з'єднання артилерії армії УНР та Української держави часів Української революції 1917—1921 років полковника О.Д. Алмазова

## Історія
1917 — полковник Олекса Алмазов організував у Києві Гарматний дивізіон двобатарейного складу (згодом — у складі Запорізької дивізії), який в січні 1918 року вів бої проти більшовицьких військ на підступах до Києва.
15 березня 1918 року дивізіон було реорганізовано в Запорозький кінно-гірський гарматний дивізіон Окремої Запорозької дивізії військ Української Центральної Ради. Протягом усієї своєї історії дивізіон очолював Олекса Дмитрович Алмазів (цей дивізіон у Дієвій Армії УНР називався Алмазівським).
На початку квітня 1918 року дивізіон увійшов до складу Кримської групи Армії УНР, яка виконувала завдання по зайняттю Кримського півострова раніше за німецькі частини і взяття під свою команду кораблів в м. Севастополі.
Дивізіон у складі Запорозького корпусу:
- у червні–листопаді 1918 року охороняв північно-східні кордони України;
- у лютому–березні 1919 року вів кровопролитні бої проти більшовицьких військ в районі міст Вінниці, Проскурова, Житомира;
- у серпні 1919 року брав участь у наступі Дієвої Армії УНР і Галицької армії на м. Київ;
- у вересні-листопаді 1919 року вів важкі бої проти Добровольчої армії генерала А. І. Денікіна та більшовицьких військ;
- у грудні 1919 — травні 1920 років брав участь у Першому зимовому поході Дієвої Армії УНР.

Наприкінці 1919 — на початку 1920 років дивізіон тимчасово входив до складу 3-ї Залізної стрілецької дивізії Дієвої Армії УНР. У травні 1920 року дивізіон увійшов до складу 1-ї Запорізької дивізії, яка була сформована після завершення Першого зимового походу. Дивізіон мав тоді 50 шабель, 5 гірських гармат і 6 важких кулеметів.
Кожна військова частина Запорозького корпусу Дієвої Армії УНР мала власні традиції. Особливо виділялися такі формації, як кінний полк Чорних запорожців (чорношличники) полковника Петра Дяченка та кінно-гірський артилерійський дивізіон Олекси Алмазова.
У липні-вересні 1920 року Запорозька дивізія воювала з більшовицькими військами на Тернопільщині. 21 листопада 1920 року дивізіон у районні Підволочиська після тяжких боїв з більшовицькими частинами дивізіон відступив за р. Збруч. На території Польщі бійців Запорозької дивізії було роззброєно та інтерновано у табори.
У листопаді 1921 року частина бійців дивізії взяла участь у Другому зимовому поході (Листопадовому рейді) Юрка Тютюнника.
Під час Великодніх свят у 1923 році у м. Лобзові (передмістя м. Кракова) відбувся урочистий парад Кінно-гірського дивізіону генерала О.Алмазова.